# Benizalón
Benizalón község Spanyolországban, Almería tartományban. Lakosainak száma 252 fő (2024).

## Földrajza
Benizalón Benitagla, Cóbdar, Uleila del Campo, Tahal és Alcudia de Monteagud községekkel határos.

## Népesség
A település lakosságának változását az alábbi diagram mutatja:
| Lakosok száma | 291  | 302  | 295  | 286  | 299  | 284  | 280  | 254  | 263  | 252  |
|               | 2001 | 2004 | 2006 | 2009 | 2011 | 2014 | 2016 | 2019 | 2021 | 2024 |